# Nanu Tudor
Nanu Tudor (internationaler Titel: My Uncle Tudor, dt.: „Mein Onkel Tudor“) ist ein Kurz-Dokumentarfilm von Olga Lucovnicova aus dem Jahr 2021. Die moldauische Filmemacherin versucht darin den sexuellen Missbrauch zu verarbeiten, den sie durch ihren Onkel Tudor als Kind erlebte. 
Die europäische Koproduktion wurde in den Kurzfilmwettbewerb der 71. Internationalen Filmfestspiele Berlin eingeladen und dort mit dem Hauptpreis ausgezeichnet.

## Inhalt
Nach 20-jährigem Schweigen kehrt die moldauische Filmemacherin Olga Lucovnicova in das Sommerhaus ihrer Urgroßeltern aufs Land zurück. Die dortigen schrecklichen Ereignisse haben ihre Kindheit überschattet und prägen noch heute ihre Erinnerungen. Sie bittet ihre Mutter, Großmutter und Tanten anhand von u. a. alten Familienfotos von früher zu erzählen. Lucovnicova wird als freches und temperamentvolles Mädchen beschrieben.
Auch trifft Lucovnicova bei dem Besuch auf ihren Onkel Tudor, den Ehemann ihrer Tante Valea. Auch sie befragt ihn über die Vergangenheit. Er erzählt, dass er früher gerne Tiere gequält habe, es aber heute bereut. Schon bald konfrontiert sie ihn aber mit ihrem Trauma, für das er die Verantwortung trägt. Tudor blieb laut Lucovnicova wegen Herzschmerzen oft der Arbeit auf dem Feld fern und verbrachte Zeit mit ihr. Im Alter von 9 Jahren beginnt er sie sexuell zu missbrauchen. Lucovnicova kann ihrem Onkel nicht vergeben. Tudor leugnet die Geschehnisse, oder gesteht sie ein, ohne jegliche Reue zu zeigen. Er hätte seine Nichte schließlich nicht vergewaltigt.
Am Ende des Films werden mehrere Statistiken präsentiert, u. a. das eines von fünf Kindern vor dem 18. Lebensjahr sexuell missbraucht werden. 90 Prozent der Missbrauchsopfer würden den Täter kennen, 70 Prozent davon schweigen darüber. Zum Schluss sieht man Olga Lucovnicova, wie sie auf dem Land den auf ihr Gesicht fallenden Regen genießt.

## Rezeption
Die Berlinale Kurzfilm-Jury um den ägyptischen Künstler Basim Magdy, die österreichische Kamerafrau Christine A. Maier und den deutschen Schauspieler Sebastian Urzendowsky lobte in ihrer Preisbegründung Filmemacherin Lucovnicova für ihren präzisen, subtilen filmischen Blick auf ihre Familienmitglieder. „Ihr persönlicher Mut zusammen mit ihrem herausragenden filmischen Können schaffen einen eindringlichen, emotional vielschichtigen Film“, so die Jury.

## Auszeichnungen
Mit Nanu Tudor gewann Olga Lucovnicova bei ihrer ersten Teilnahme den Goldenen Bären, den Hauptpreis des Kurzfilmwettbewerbs Berlinale Short.